# Sapian
Sapi-an oder Sapian ist eine Gemeinde auf den Philippinen in der Provinz Capiz.

## Barangays
Sapi-an ist politisch in 10 Barangays unterteilt.
- Agsilab
- Agtatacay Norte
- Agtatacay Sur
- Bilao
- Damayan
- Dapdapan
- Lonoy
- Majanlud
- Maninang
- Poblacion